# Década de inclusão dos ciganos
A Década de inclusão dos ciganos (ou roma) é uma iniciativa de oito países da Europa central e do sudeste europeu para melhorar as condições sócio-econômicas e promover a inclusão social da minoria rom, também chamados de ciganos, nessa região. A iniciativa surgiu em 2005, e representa o primeiro projeto multinacional na Europa a melhorar ativamente a vida desse povo.
Oito países participam do projeto: Bulgária, Croácia, República Checa, Hungria, Macedônia, Romênia, Sérvia e Montenegro e Eslováquia. Todos esses países têm uma minoria Rom signifactiva, e que tem sido vítima de desvantagens econômicas e sociais.
Em 2005, os governos desses países se comprometeram a diminuir a diferença nas condições de vida e bem-estar que há entre os povos rom e o resto da população, bem como a acabar com o ciclo de pobreza e exclusão no qual muitos roma se encontram.